# Чернышёва, Лидия Демьяновна
Ли́дия Демья́новна Чернышёва  (23 мая 1912, Бердянск, Таврическая губерния — 23 сентября 1975, Симферополь) — советская балерина, балетмейстер, хореограф, педагог. Народная артистка СССР (1967). Работала в Украинской и Казахской ССР. В конце карьеры создала Вокально-хореографический ансамбль «Таврия» при Крымской филармонии, который с 2002 года носит её имя.

## Биография
Родилась 10 (23) мая 1912 года в Бердянске (ныне — в Запорожской области, Украина) в семье итальянского иммигранта Доменико-Романо-Эльбано Павловича (Паоло) Перио (Периа) (род. 22.12.1874 на острове Эльба, Италия) и российской подданной Марии Беспаловой.
Отец был принят в российское подданство в 1900 году. Был матросом, а затем, после окончания Одесского мореходного училища, капитаном русского черноморского коммерческого флота (на паровой шхуне «Энрикетта») до 1915 г., после мобилизации в 1915 и 1916 годах — капитаном на военно-транспортном судне, переоборудованном в тральщик, с 1917 года лоцманом и капитаном Бердянского морского порта. В конце 1936 года ушёл на пенсию. Имел трех детей — сына Павла (1913 г.р.), работавшего диспетчером в порту, и двух дочерей — Эмму (1910 г. р.) и Лидию (Лию). 3 июля 1938 года был арестован, 5 июня 1939 года военным трибуналом Харьковского военного округа осужден к 15 годам лишения свободы в ИТЛ, с поражением в правах сроком на 5 лет без конфискации имущества. Военной коллегией Верховного суда СССР от 5 февраля 1940 года, рассмотревшей дело в кассационном порядке, приговор был изменён: мера наказания определена — 5 лет лишения свободы в ИТЛ, с поражением в правах сроком на 3 года. Умер в ИТЛ, дата его смерти неизвестна.
Позднее проведенной по инициативе Л. Д. Чернышевой в 1962 году дополнительной по делу проверкой установлено, что Д. П. Перио за антисоветскую деятельность был осужден необоснованно.
В 1929 году Л. Д. Перио окончила Ленинградский хореографический техникум (ныне Академия русского балета им. А. Я. Вагановой) и была направлена на работу в Харьковский театр музыкальной комедии. Затем работала в Украинском музыкально-драматическом театре им. М. Коцюбинского в Мариуполе. Здесь она встретилась и вышла замуж за Алексея Семёновича Чернышева, его руководителя. С 1934 года — в Артёмовске, в Музыкально-драматическом театре им. Артема.
В 1939 году переехала в Сталино (ныне Донецк), где организовала свой первый Украинский ансамбль песни и танца при Сталинской областной филармонии. В Украинской ССР проходило её становление как артистки балета, приобретение навыков балетмейстера, педагога и организатора.
В годы Великой отечественной войны 1941—1945 годов возглавляла фронтовой Украинский ансамбль песни и танца, выступавший на Южном, Закавказском и 1-м Украинском фронтах.
После войны руководила Государственным ансамблем песни и танца Украинской ССР (с 1951 — Государственный ансамбль танца Украинской ССР, ныне — Национальный заслуженный академический ансамбль танца Украины имени Павла Вирского) (до 1951 и в 1954—1955 годах).
В 1951—1954 годах создала народные самодеятельные ансамбли песни и танца на заводе «Большевик» и в Киевском государственном политехническом институте.
С 1955 по 1970 год жила и работала в Казахской ССР, где организовала и руководила Ансамблем песни и танца Казахской ССР (ныне — Государственный заслуженный ансамбль танца Республики Казахстан «Салтанат»).
В 1971 году вернулась на Украину, в Симферополь, где создала и руководила женским вокально-хореографическим ансамблем «Таврия» в составе Крымской филармонии (ныне — Симферопольский государственный вокально-хореографический ансамбль «Таврия» имени Л. Д. Чернышевой).
Все коллективы, выступавшие под её руководством, органически сочетали музыку, танец, слово и пение. Отличались национальной самобытностью и высоким профессионализмом.
Член КПСС с 1964 года.
Умерла 23 сентября 1975 года в Симферополе. Похоронена в Киеве на Байковом кладбище.

## Семья
- Муж Чернышев, Алексей Семёнович — деятель культуры, в 1970 годах директор Крымской филармонии.

## Награды и звания
- Орден Дружбы народов (1974)
- Народная артистка СССР (1967)
- Орден Ленина (3 января 1959) —за выдающиеся заслуги в развитии казахского искусства и литературы и в связи с декадой казахского искусства и литературы в гор. Москве
- Народная артистка Казахской ССР (1957)
- Орден «Знак Почёта» (1950)[8]
- Орден «Знак Почёта» (1948)[8]
- Орден Отечественной войны 2-й степени (1944)
- Заслуженная артистка Украинской ССР (1943)
- Орден Красной Звезды (1943)[7]
- Орден Трудового Красного Знамени
- Орден Трудового Красного Знамени
- Орден Звезды Румынии
- Медаль «За доблестный труд. В ознаменование 100-летия со дня рождения Владимира Ильича Ленина»
- Медаль «За победу над Германией в Великой Отечественной войне 1941—1945 гг.»
- Медаль «За освобождение Праги»

## Память
В 2002 году Симферопольскому вокально-хореографический ансамблю «Таврия» было присвоено имя Лидии Чернышёвой.